# Hedzer Rijpstra
Hedzer Rijpstra (Zelhem, 11 mei 1919 - Oegstgeest, 7 april 2011) was een Nederlands ambtenaar en politicus voor de CHU.
Hij werd geboren als zoon van Johannes Rijpstra (1889-1944); destijds gemeentesecretaris van Zelhem en later aldaar burgemeester) en Beatrix Regina de Planque (1892-1988). H. Rijpstra was afgestudeerd in de rechten en referendaris bij het departement van Buitenlandse Zaken voor hij, in navolging van zijn vader, burgemeester werd en wel van Smilde (1952-1960), Terneuzen (1960-1966) en Almelo (1966-1970). In 1970 volgde zijn benoeming tot commissaris van de Koningin van Friesland. Hij ging in 1982 met pensioen en werd opgevolgd door Hans Wiegel. Hij was de laatste commissaris die bij burgemeestersvacatures consequent de echtgenotes van de sollicitanten betrok in zijn beoordeling. Rijpstra was een dynamische persoonlijkheid; hij werd in Friesland geacht als een goed voorzitter en een vriendelijk bestuurder met natuurlijk gezag. Hij werd eenmaal (in 1967) genoemd als CHU-minister voor Binnenlandse Zaken.

## Onderscheidingen
- Officier in de Orde van Oranje-Nassau (7 juni 1970)
- Ridder in de Orde van de Nederlandse Leeuw
- Grootofficier in de Orde van Oranje-Nassau (juni 1982)
- Gouden erepenning van Terneuzen (1966)

## Familie
- Johannes Rijpstra (1889-1944), burgemeester (vader)
- Jan Rijpstra (1955), gymnastiekleraar, sportbestuurder en politicus (onder andere burgemeester) (neef)